# 台布
台布（穆麟德轉寫：taibu，?—?），齊普楚特氏，正蓝旗蒙古人，清朝大臣。
任内阁学士，乾隆六十年（1796年），在军机处学习行走，迁任工部左侍郎。嘉庆元年（1796年）六月，改任户部右侍郎，十一月到浙江江西办差。嘉庆二年（1797年）正月，嘉庆帝命他署理江西巡抚。